# Servilia (Oper)
Servilia (russisch: Сервилия) ist eine Oper in fünf Akten von Nikolai Rimski-Korsakow (Musik) mit einem eigenen Libretto nach der gleichnamigen Tragödie von Lew Mei aus dem Jahr 1854. Die Oper wurde am 1. Oktoberjul. / 14. Oktober 1902greg. im Mariinski-Theater in Sankt Petersburg uraufgeführt.

## Handlung

### Erster Akt
Forum Romanum

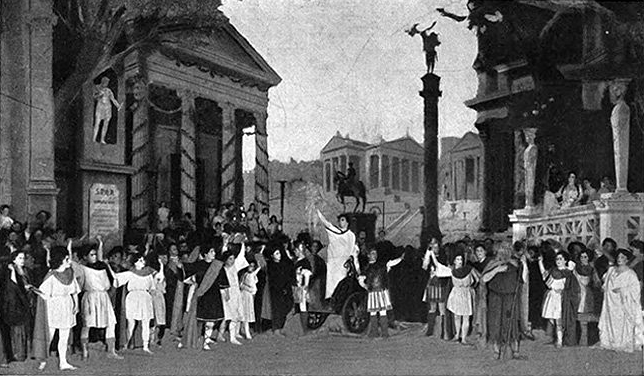
Erster Akt, Forum – Dekorationen nach einer Skizze von Konstantin Iwanow, 1902

Im Hintergrund die Argentaria-Basilika, die Emilia-Basilika und der Minerva-Tempel; in der Mitte ein Springbrunnen mit einer Statue der Göttin Diana; rechts das Haus des Senators Soranus Barea.
Szene 1. Römisches Volk versammelt sich auf dem Forum. Ein kleiner Junge verkauft heiße Polenta; ein Mädchen bietet Blumen an. Die Bürger Fulcinius Afer, Caestus, Velox und Mella befürchten, dass Avidius Hyspo den Volkstribun Valerius Arulenus Rusticus und die Senatoren Helvidius Priscus, Curtius Montanus, Paconius Agrippinus, Soranus Barea und Thrasea Paetus verleumden könnte. Sie beschließen, ihren Patron zu warnen.
Szene 2. Afer bietet einem zerlumpten alten Mann etwas Geld an, das dieser zu seinem Erstaunen ablehnt.
Szene 3. Ein als Mercurius gekleideter Ausrufer verkündet im Namen Kaiser Neros die Öffnung von Theater und Zirkus für die Dauer der bevorstehenden Feierlichkeiten zu Ehren der Göttin Minerva. Alle preisen den Kaiser.
Szene 4. Hyspo hetzt die Menge gegen die Christen auf, die sich in den Katakomben verbergen. Man glaubt, diese seien Kindermörder und Brandstifter und hätten Hunger und Seuchen über die Stadt gebracht. Einige erinnern sich mit Wonne daran, wie Nero Christen als menschliche Fackeln verbrennen ließ.
Szene 5. Servilia, die Tochter Soranus’, kommt mit ihrer Amme Antonia und zwei Sklavenmädchen, die Körbe voller Blumen tragen, aus dem Haus des Senators. Hyspo ist sofort von ihrer Schönheit fasziniert. Die Anwesenden teilen ihm zu seiner Enttäuschung mit, dass sie schon bald auf Wunsch ihres Vaters mit dem alten Thrasea vermählt werden soll.
Szene 6. Die feierliche Prozession der Kanephoren zieht vorbei: an der Spitze ehrwürdige alte Männer mit Olivenzweigen, dahinter bewaffnete Kämpfer, dann Jungen und Mädchen mit geweihten Körben sowie Sklaven, anschließend Musiker und Tänzer. Den Abschluss bildet ein von Priestern begleitetes kleines Segelschiff, das Minervas Sieg über die Titanen versinnbildlicht. Alle Anwesenden mit Ausnahme des alten Mannes fallen ehrfürchtig auf die Knie. Vor dem Haus Soranus’ stellen die Tänzer bildhaft Minervas Kampf dar. Servilia und die Sklavinnen werfen Blumen von der Terrasse. Anschließend macht sich die Prozession auf den Weg zum Minerva-Tempel.
Szene 7. Die Bevölkerung fragt sich, weshalb der alte Mann die ganze Zeit über so teilnahmslos blieb. Einige halten ihn für verrückt. Daraufhin erhebt sich der Mann und beschuldigt die Anwesenden, dem Satan zu dienen. Er gibt sich als Christ zu erkennen, geht zum Brunnen und zerschlägt die Diana-Statue mit seinem Stab. Die Menge fordert aufgebracht seine Steinigung.
Szene 8. In diesem Moment erscheint der Tribun Valerius, und Servilia bittet ihn, das Blutvergießen vor ihrem Haus zu verhindern. Der offensichtlich von Servilia faszinierte Valerius lässt den Mann vor das kaiserliche Gericht bringen, wo ihn selbst Jupiter nicht vor einem Todesurteil schützen kann.
Szene 9. Während die Menge die grausamste Strafe für den Christen fordert, sehnt dieser sich geradezu nach einem Tod als Märtyrer.

### Zweiter Akt
Thermen des Agrippa

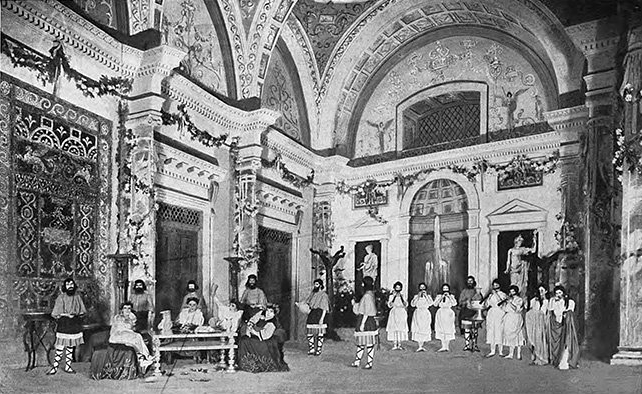
Zweiter Akt, Haus des Agrippa, Bühnenbild von Peter Lambin nach einer Skizze von Konstantin Iwanow, 1902

Prachtvoller Speisesaal aus Marmor; hinten an den Seiten Statuen von Bacchus und Hygieia.
Szene 1. Die durch die Verleumdung bedrohten Senatoren Montanus, Helvidius und Paconius suchen nach Gegenmaßnahmen. Paconius hat bereits versucht, über Neros Schwiegermutter Valeria Messalina mehr über die Hintergründe herauszufinden. Er war höchst beeindruckt vom Kunstgeschmack der Dame, die ihn in einem prächtig ausgestalteten Peristyl empfing.
Szene 2. Egnatius, ein Freigelassener des Soranus, zeigt den Senatoren ein Schreiben Hyspos an den Präfekten Ofonius Tigellinus, in dem sie selbst, die Senatoren Thrasea und Soranus, der Volkstribun und die Bürger Velox, Caestus, Mella und Afer des Verrats bezichtigt werden. Caestus hatte Hyspo abgefangen, ihm den Brief entrissen und ihn getötet. Für den Moment ist die Gefahr daher gebannt, doch es ist klar, dass der Präfekt weiterhin zu fürchten ist. Die Senatoren beschließen, Nero über dessen Machenschaften zu unterrichten. Egnatius soll eine entsprechende Erklärung aufsetzen, die sie anschließend unterschreiben wollen.
Szene 3. Die Senatoren beginnen ihr üppiges Mahl mit einem Trankopfer an die Göttin Diana. Musiker treten auf, und Mänaden tanzen.
Szene 4. Plötzlich laufen Sklaven auf die Bühne und unterbrechen die Tänze. Die Bibliothek ist in Flammen aufgegangen, und die Türen wurden offenbar auf Befehl Tigellinus’ verschlossen. Glücklicherweise hat Egnatius einen Schlüssel, und alle können sich retten. Wenig später kehrt Egnatius zurück und klopft zwei Mal an das Podest der Hygieia-Statue. Eine Geheimtür öffnet sich.
Szene 5. Tigellinus tritt ein. Er konnte das Gespräch der Senatoren belauschen und fragt Egnatius nun nach dem Grund für seine Hingabe ihm gegenüber – Rache, Machtgelüste oder Eifersucht? Egnatius entgegnet, es sei die Liebe.

### Dritter Akt
Peristyl in Soranus’ Haus
Sechzehn durch Bögen verbundene Säulen bilden ein Quadrat auf einer Marmorplattform; darüber ein Baldachin aus blühendem Efeu; Brunnen, Vasen und Statuen.
Szene 1. Servilia sitzt unverschleiert in ihrer hellblauen ärmellosen Tunika am Spinnrad. Antonia und die Sklavenmädchen spinnen und nähen ebenfalls und singen dazu.
Szene 2. Ihr Vater Soranus tritt ein und erinnert sie an die Gefahr, in der sie alle wegen der Verleumdungen stecken. Um sie zu schützen, hat er die Werbung Thraseas angenommen. Die Hochzeit soll möglichst bald stattfinden. Außerdem teilt er Servilia mit, dass der alte Christ zusammen mit Caestus geflohen sei. Servilia fleht ihren Vater an, die Hochzeitspläne noch einmal zu überdenken, denn sie liebe einen anderen. Soranus hält die Liebe jedoch für eine „ansteckende Krankheit der Seele“ und will nichts davon hören. Ein Sklave meldet die Ankunft Thraseas.
Szene 3. Thrasea und Egnatius haben die vorbereitete Schriftrolle mitgebracht, die Thrasea und Soranus sogleich unterschreiben. Egnatius versichert ihnen, dass ganz Rom auf ihrer Seite stehe, und macht sich mit der Schrift auf den Weg zu den anderen Senatoren.
Szene 4. Thrasea teilt Egnatius mit, dass er auf die Heirat mit Servilia verzichte, da sein eigenes Schicksal ungewiss sei, sein Alter nicht zur jugendlichen Schönheit Servilias passe und er wisse, wie sehr Valerius sie liebe. Er habe den Tribun überredet, hierher zu kommen. Die beiden begeben sich in die Bibliothek.
Szene 5. Servilia tritt ein, um die Blumen zu gießen. Kurz darauf erscheint auch Valerius, der sie einen Moment ungesehen beobachtet, bevor er sie grüßt. Die beiden erklären einander ihre Liebe.
Szene 6. Thrasea kehrt zurück, bittet Servilia und Valerius um Entschuldigung für seine Voreiligkeit und versichert ihnen, dass er und Soranus mit ihrer Verbindung einverstanden seien. Soranus und Antonia kommen hinzu, und Soranus gibt dem Paar seinen Segen.
Szene 7. Der Sklave meldet die Ankunft eines Centurios. Dieser verkündet den Anwesenden im Auftrag des Senats, dass Soranus und seine Freunde des Verrats gegen Rom beschuldigt werden.

### Vierter Akt

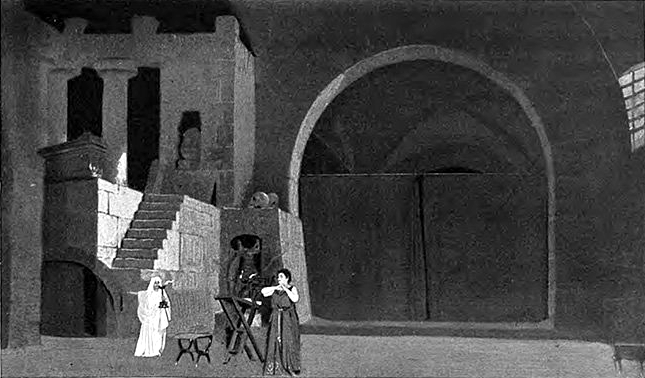
Vierter Akt, Haus der Zauberin Locusta, Bühnenbild von Peter Lambin, 1902

Empfangszimmer im Haus der Zauberin Locusta
Ein schwarzer Vorhang verdeckt die hintere Wand; an der Seite schwarz gestrichene Säulen; rechts eine Tür zum Atrium, links eine kleine von einer Säule verdeckte Tür.
Szene 1. Locusta liest in einer Schriftrolle mit Zauberformeln, als Egnatius eintrifft, um sich zu vergewissern, dass ihre Vorhersagen seinen Plänen entsprechen. Er versteckt sich hinter dem schwarzen Vorhang.
Szene 2. Servilia hofft, dass Locusta ihr Aufklärung über das Schicksal ihres Vaters geben kann. Als Bezahlung bietet sie der Zauberin ihren Brautschmuck an. Locusta zieht sich für einen Moment zurück, um die Geisterbeschwörung vorzubereiten.
Szene 3. Unterdessen bittet Servilia die Götter um Stärke.
Szene 4. Locusta zieht den Vorhang zurück, und ihr mit Schädeln, Knochen und Schriftrollen übersätes Laboratorium wird sichtbar. Dann beschreibt sie mit ihrem Zauberstab einen Kreis und zieht Servilia hinein. Sie wirft Zaubermittel ins Feuer und beschwört die Göttin Hekate. Geisterhafte Stimmen sind zu hören, und im Rauch wird die Erscheinung einer alten Frau sichtbar. Servilia fragt sie nach dem Aufenthaltsort Valerius’ und dem Schicksal ihres von Verrätern und Heuchlern fälschlich angeklagten Vaters. Die Erscheinung entgegnet, dass ihre Frage von demjenigen beantwortet würde, den sie selbst falsch beschuldigt habe, und verschwindet.
Szene 5. Während Servilia über den Sinn dieser Antwort grübelt, tritt Egnatius hervor und behauptet, er selbst sei derjenige, den sie beschuldigt habe. Er sei aber kein Feind, sondern ein Freund. Er erzählt ihr von seiner Vergangenheit: Das germanische Dorf seiner Eltern wurde von Barbaren überfallen und er selbst als Kind nach Rom verschleppt und in die Sklaverei verkauft. So kam er ins Haus ihres Vaters, dem er zwar für seine Güte dankbar sei, den er als Römer aber dennoch zutiefst hasse. Als er nach seiner Freilassung von der Verschwörung erfuhr, beschloss er, diese für seine Rachepläne zu nutzen. Jetzt sei er in einer Position, in der ein Wort an Tigellinus reichen würde, um die Freiheit ihres Vaters zu erreichen – sofern sie bereit ist, ihn zu heiraten. Dieses Angebot weist Servilia voller Abscheu zurück. Mit einer letzten Drohung verschwindet Egnatius hinter dem Vorhang.
Szene 6. Servilia ist allein zurückgeblieben, und alle Türen sind verschlossen. Verzweifelt und ohne Hoffnung fleht sie die Götter um Beistand an.
Szene 7. Locustas Sklavin Nevolia, eine Christin, rettet Servilia und flieht mit ihr durch die Geheimtür. Diese legt ihr Schicksal in die Hände des christlichen Gottes.

### Fünfter Akt

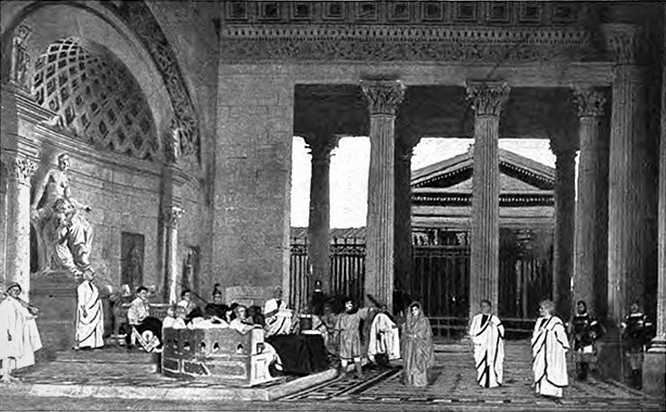
Fünfter Akt, Venustempel, Ausstattung von Orestes Allegri, 1902

Venustempel mit Statue und Altar sowie einer Plattform für den Kaiser und die Würdenträger
Szene 1. Ein Prätor eröffnet das Tribunal „zur Ausrottung des Stoizimus“ gegen die des Verrats angeklagten Senatoren.
Szene 2. Soranus und Thrasea weisen die Beschuldigungen vehement zurück.
Szene 3. Egnatius beschuldigt Servilia der Zauberei. Sie gesteht, dass sie eine Wahrsagerin um Rat gefragt habe. Ihr Vater habe nichts davon gewusst.
Szene 4. Afer und seiner Freunde haben unterdessen vor dem Gebäude einen Volksaufstand angezettelt und unterbrechen die Sitzung. Afer schwört öffentlich, dass Servilia vollkommen unschuldig sei. Servilia, Soranus und Thrasea danken ihm für seine Rede. Anschließend verkündet der Prätor das Urteil: Thrasea und Soranus werden für immer aus Rom verbannt. Servilia dagegen wird Egnatius übergeben und muss sich in der Ehe mit ihm bewähren. Da erscheint Valerius in der Tür und legt sein Veto ein.
Szene 5. Gefolgt von einer gemischten Volksmenge einschließlich Caestus, Nevolia und Antonia dringt Valerius in den Tempel ein. Servilia stößt einen Schrei aus und fällt in Ohnmacht. Auch Tigellinus kommt hinzu, und Valerius überreicht dem Prätor ein Schreiben Kaiser Neros, in dem dieser seine Ankunft am folgenden Tag ankündigt. Damit ist die Sitzung beendet. Egnatius fordert Tigellinus vergeblich auf, einzugreifen und Valerius zu töten.
Szene 6. Servilia gesteht Valerius, dass sie ihn für tot gehalten und in ihrer Verzweiflung zum Christentum übergetreten sei, da sie nur vom Gott der Christen Trost erfahren habe. Sie lässt Valerius schwören, seinen Feinden zu vergeben, und verabschiedet sich von ihm. Sie habe einen heiligen Eid geleistet, von nun an dem weltlichen Glück und der Liebe zu entsagen. Ihre Stimme wird immer schwächer, und sie sinkt sterbend zu Boden. Valerius zieht seinen Dolch, um sich selbst zu töten, wird jedoch von Thrasea mit einem Hinweis auf seinen Schwur daran gehindert. Egnatius sieht erschüttert seine Schuld ein und zerreißt seine Kleider. Da erscheint der alte Mann und fordert alle auf majestätische Weise auf, die Macht des lebendigen Gottes anzuerkennen. Nevolia und Caestus stimmen ihm zu, und alle bekräftigen ihren neuen Glauben mit dem gemeinsamen „Credo“.

## Gestaltung

### Orchester
Die Orchesterbesetzung der Oper enthält die folgenden Instrumente:
- Holzbläser: drei Flöten (3. auch Piccolo), zwei Oboen (2. auch Englischhorn), zwei Klarinetten, Bassklarinette, zwei Fagotte
- Blechbläser: vier Hörner, zwei Trompeten, drei Posaunen, Tuba
- Pauken, Schlagzeug: große Trommel, Becken, Triangel, Tamtam
- Harfe
- Streicher
- Bühnenmusik: Trompete

### Musik
Rimski-Korsakow erklärte die unterschiedliche Bedeutung der verschiedenen Rollen im Vorwort der Partitur folgendermaßen:

„Bei einer geringen Anzahl von Opernkräften oder aus anderen praktischen Gründen können mehrere Solo-Partien von einem Darsteller übernommen werden. Aparte Darsteller erfordern die Rollen des Thrasea (Tenor), Soranus (Baß), Valerius (Tenor), Egnatius (Bariton), der Servilia (Sopran) und des Greises (Baß). Vereinigt werden können die Rollen des Montanus und Fulcinius Afer (Tenor), Helvidius, Centurion und Avidius Hyspo (Baß), des Paconius, Caestus (Baß), des Heroldes und des Sklaven (Tenor), der Newolja und des Blumenmädchens (Sopran), von Antonia, und Locusta, des Geistes, des Polenta-Verkäufers (Mezzosopran bzw. Alt). Die Partien des Mella und Velox (ad libitum im 1. und V. Akt) sind im Einklang mit den Tenören und Bässen des kleinen Chores der Bürger geführt und daher unselbständig.“

Während der zweite und dritte Akt strikt in Nummern unterteilt ist, ist die Musik der anderen drei Akte mit Hilfe eines Modulationsschemas übergreifend konzipiert. Das Christentum wird durch Choralintonationen angedeutet. Die stetige Bedrohung durch den szenisch kaum in Erscheinung tretenden Tigellinus wird musikalisch durch ein Triolenmotiv wahrnehmbar. Die Partie der Servilia ist durch italienische Kantilene und einen Orchestersatz mit Streichern und Holzbläsern gekennzeichnet. Zusätzliches Kolorit entsteht durch Anspielungen an die byzantinische oder orientalische Musik, die Verwendung von Kirchentonarten sowie chromatischer Tonleitern in der Locusta-Szene des vierten Akts. Nach eigenen Angaben machte Rimski-Korsakow hier wie in seinen vorangegangenen Opern „ausgiebig von der Leitmotivtechnik Gebrauch“.
Das Festessen der Senatoren (II:3) ist hier nicht als wüstes Trinkgelage zu verstehen. Anders als in ähnlichen Szenen der meisten Opern wird hier nicht ein grobes Loblied auf Bacchus gegrölt, sondern maßvoll in kunstreicher Deklamation im „modo mixolidico“ ein Dankopfer an Diana dargebracht. Sowohl den Deklamationsstil als auch die mixolydische Tonart nutzt Rimski-Korsakow in dieser Oper zur Kennzeichnung der Neostoiker.:265f Bereits das kurze Vorspiel ist in dieser Tonart gehalten.:458
Die größte selbstständige Musiknummer des Werks ist die Arie der Servilia im dritten Akt („Meine Blumen!“), deren deklamatorischer Stil an „Suicidio!“ aus Amilcare Ponchiellis La Gioconda erinnert. Der einzige größere Ensemble-Satz ist das Quartett am Ende des dritten Akts. Die Musik des abschließenden „Credo“ entnahm Rimski-Korsakow im Wesentlichen dem „Amen“-Schlusschor der zweiten Fassung seiner Oper Pskowitjanka.

### Musikalische Motive (Auswahl)
Eine detaillierte Ausführung über die in der Oper verwendeten Motive findet sich in Nikolai van Gilse van der Pals’ Buch N. A. Rimsky-Korssakow. Opernschaffen nebst Skizze über Leben und Wirken, dem auch die folgenden Beispiele entnommen sind.
- Das Hauptmotiv des Egnatius:[5]:461
Die Audiowiedergabe wird in deinem Browser nicht unterstützt. Du kannst die Audiodatei herunterladen.
- Motive Servilias:[5]:463
Die Audiowiedergabe wird in deinem Browser nicht unterstützt. Du kannst die Audiodatei herunterladen.Die Audiowiedergabe wird in deinem Browser nicht unterstützt. Du kannst die Audiodatei herunterladen.
- Düstere Stimmung durch übermäßige und verminderte Akkorde in der Beschwörungsszene:[5]:464
Die Audiowiedergabe wird in deinem Browser nicht unterstützt. Du kannst die Audiodatei herunterladen.
- Das abschließende Credo:[5]:467
Die Audiowiedergabe wird in deinem Browser nicht unterstützt. Du kannst die Audiodatei herunterladen.

## Werkgeschichte

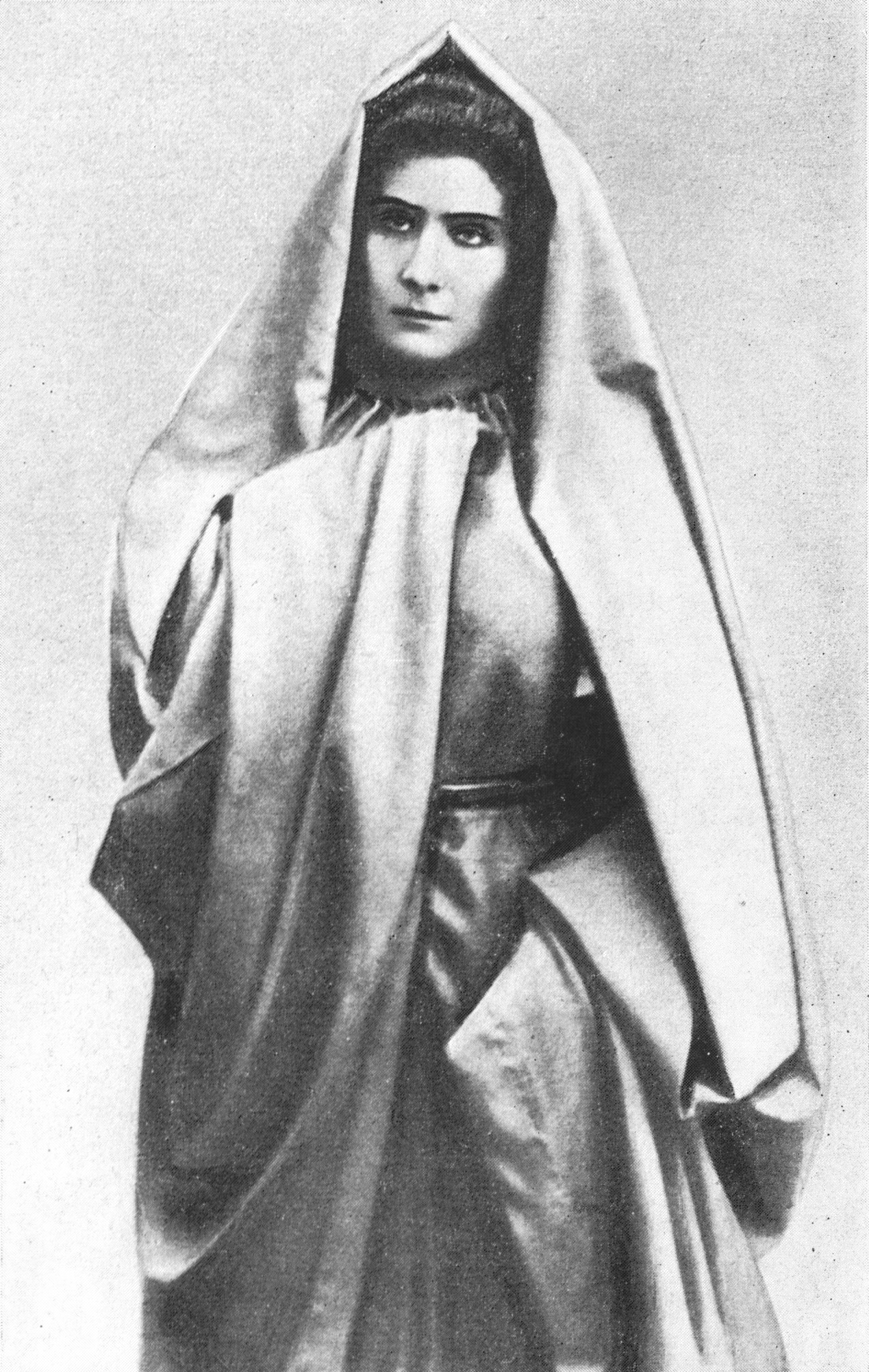
Walentina Kusa als Servilia, 1902

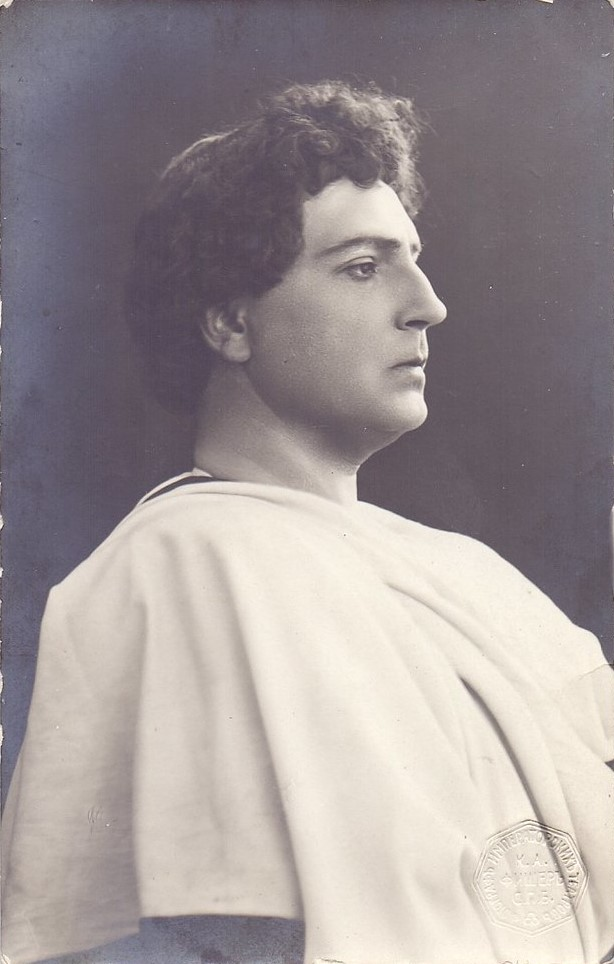
Iwan Jerschow als Valerius, 1902

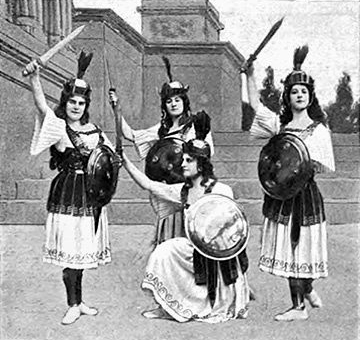
Kriegerische Tänze mit Marija Petipa als Mänade, 1902

Die Idee zu seiner Oper Servilia hatte Nikolai Rimski-Korsakow bereits zu Beginn der 1890er Jahre. Konkret wurde es aber erst im Januar 1900. Das selbst verfasste Libretto basiert auf der 1854 veröffentlichten gleichnamigen Tragödie von Lew Mei. Diese behandelt ein historisches Geschehen aus dem antiken Rom, der in den Annalen (XVI/21–35) des Tacitus beschriebenen Widerstand einiger Senatoren (der „Neostoiker“) gegen die Willkür des von Kaiser Nero begünstigten Tigellinus und übertragen als Kampf der bürgerlichen Tugenden gegen die Verdorbenheit der Höflinge. Mei bezog dies auf den Kampf der Petraschewzen im Russland seiner Zeit.:261 Die Rede der ebenfalls historischen Servilia ist nahezu wörtlich den Annalen entnommen. Von dem römischen Sujet erhoffte sich Rimski-Korsakow eine größere Freiheit bei den möglichen Stilmitteln. In seiner Autobiografie Chronik meines musikalischen Lebens schrieb er dazu:

„Ein Stoff aus dem Leben des alten Rom gestattete mir eine absolut freie Wahl der stilistischen Mittel, mit Ausnahme des offensichtlich Stilwidrigen, wie zum Beispiel des spezifisch Deutschen, Französischen oder Russischen. Von der Musik der Antike ist nichts überliefert, niemand hat sie jemals gehört, infolgedessen konnte, sofern nur das offensichtlich Stilwidrige vermieden wurde, dem Komponisten auch niemand den Vorwurf machen, seine Musik sei nicht römisch. Es war also eine fast unbegrenzte Freiheit, die sich mir hier bot.“

Rimski-Korsakow straffte den Text, verringerte die Anzahl der Personen von 43 auf 25 und vereinfachte die Handlung, die er auf drei wesentliche Elemente reduzierte – die ethische Überlegenheit des christlichen Glaubens über das Heidentum, die Bedrohung der Monarchie durch heuchlerische Untergebene und das durch die Intrige ihrer Gegner zerstörte Glück der tugendhaften Servilia. Den vollständigen dritten und vierten sowie Teile des ersten und fünften Akts komponierte er im Sommer 1900 direkt als Partitur. Er vollendete das Werk im Mai 1901 und widmete sie dem Andenken Meis, der bereits die Vorlagen zu drei seiner anderen Opern geliefert hatte.
Die Uraufführung am 1. Oktoberjul. / 14. Oktober 1902greg. im Mariinski-Theater in Sankt Petersburg leitete Felix Blumenfeld. Rimski-Korsakow lobte anschließend besonders die Leistungen von Jefrossinija [Walentina] Iwanowna Kusa (Servilia), Iwan Wassiljewitsch Jerschow (Valerius) und Konstantin Terentewitsch Serebrjakow (Soranus) und betrachtete die Produktion insgesamt als vorzüglich. Lediglich Leonid Georgijewitsch Jakowlew in der Rolle des Egnatius sei, „trotz alles guten Willens, wieder geradezu unmöglich“ gewesen.:268 Außerdem sangen Nikolaj Andrejevich Markevich (Tigellinus), Gawriil Alexejewitsch Morskoi (Thrasea), Mitrofan Tschuprynnikow (Montanus), Leonid Georgijewitsch Jakowlew (Egnatius), Andrei Markowitsch Labinski (Afer), Nikolaj S. Klimov (Hyspo), I. S. Grigorovich (Caestus), Wladimir Iwanowitsch Kastorski (Alter), A. I. Panina (Antonia), Julija Nikolajewna Nossilowa (Locusta) und Y. V. Slatina (Nevolia) sowie Wladimir Maiboroda und Lew Sibirjakow. Die Oper wurde aufgrund des geringen Erfolgs nur sieben Mal gespielt. Rimski-Korsakow zufolge hatte sie bei der Premiere nur einen „Achtungserfolg“ und „in den Anrechtsvorstellungen, wie es nun schon üblich war, überhaupt keinen“ und sei nach einer weiteren schwach besuchten Aufführung „ohne Anrecht“ abgesetzt worden.:269

Kostümskizzen von Jewgeni Ponomarjow für die Uraufführung 1902
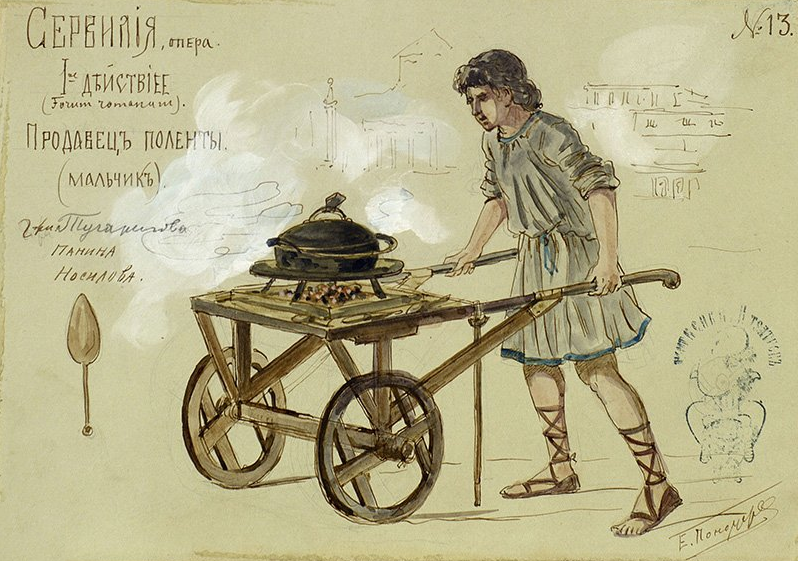
Polentaverkäufer
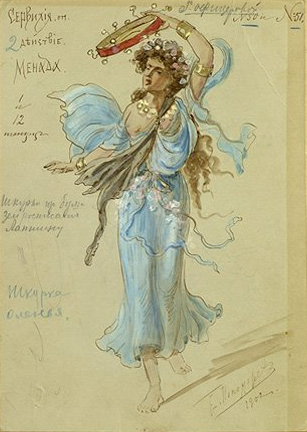
Mänade
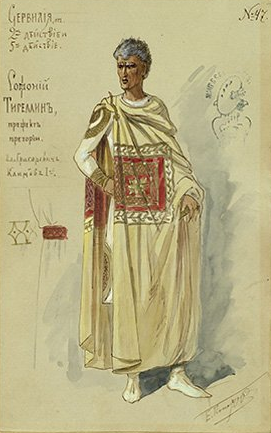
Tigellinus
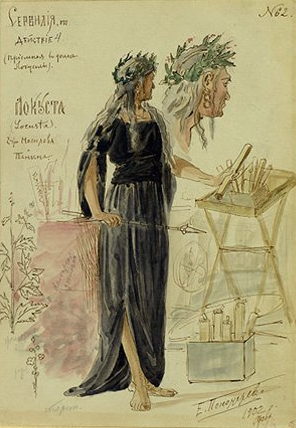
Locusta

1904 wurde das Werk unter der Leitung von Nikolai Kotschetow im Moskauer Theater von Gawrila Solodownikow mit Anton Sekar-Roschanski als Valerius und Nikolai Scheweljow als Egnatius gegeben. Auch diese Produktion war erfolglos und hatte nur sechs Aufführungen. Ein Grund für das mangelnde Interesse an diesem Theater war, dass dort erst im Vorjahr Anton Rubinsteins Oper Nero große Erfolge gefeiert hatte, die ein sehr ähnliches Sujet besaß. Das Publikum sah in Servilia nur eine schwächere Neuauflage davon.
Die schon nach der Uraufführung gebildete Meinung der Kritiker, dass es sich um „blasse Musik“ handle, hielt sich lange Zeit, obwohl man dies später mangels neuer Produktionen kaum überprüfen konnte.:270 Später soll Rimski-Korsakow selbst (den Erinnerungen von Ilja Tjumenew zufolge) die Musik dieser Oper als „blass“ bezeichnet haben. Andererseits meinte er, dass sie „unverdientermaßen“ aus dem Repertoire genommen wurde.:270 Pipers Enzyklopädie des Musiktheaters zufolge sah er sie wie auch Pan Wojewode (1904) als künstlerisch zweitrangig und innerhalb seines Gesamtschaffens als „Intermezzo“ an. Richard Taruskin nannte sie zugleich seine größte und seine bedeutungsloseste Oper. Sigrid Neef kam in Kenntnis existierender Aufnahmen von Servilias Arie und ihres Duetts mit Valerius (beide im dritten Akt) sowie der Partitur zu einem anderen Urteil. Diese ließen „eher eine farbige, kontrastreiche Musik vermuten“.:270 Nikolai van Gilse van der Pals bemerkte in dem Werk einen Mangel an Dramatik. Während Rimski-Korsakow in seinem Libretto die Personencharakteristik gut gelang, fielen „Handlung und Entwicklung, als Ganzes betrachtet, schwach“ aus. Die Hauptschuld daran trage das „fragmentarische Libretto, welches der Tonsetzer jedoch nicht in genügender Weise umzugestalten und zu verbessern vermochte“. Die „Trockenheit vieler Teile“ des Werks liege daran, dass er für das ungewohnte Sujet „nach geeigneten Ausdrucksmitteln erst suchen“ musste. Dennoch dürfe man die Oper „nicht als wertlos beurteilen“, da sie „in vieler Hinsicht immerhin interessant und beachtenswert“ sei.:458
Erst 2016 wurde die Oper wieder an der Moskauer Kammeroper (Pokrowski-Theater) gezeigt. Der Dirigent war Gennadi Roschdestwenski, Regie führte Olga Ivanova, die Ausstattung stammte von Viktor Gerasimenko und die Choreografie von Alexey Ishchuk.
Am 3. April 2019 gab es aus Anlass des 175. Geburtstags des Komponisten eine konzertante Aufführung in der Konzerthalle in Sankt Petersburg unter der musikalischen Leitung von Valery Gergiev mit Angelina Akhmedova als Servilia, Alexander Mikhailov als Valerius, Pavel Shmulevich als altem Mann, Ilya Bannik als Paconius, Yaroslav Petryanik als Egnatius und Dmitry Grigoriev als Soranus.

## Aufnahmen
Offizielle Aufnahmen der gesamten Oper sind derzeit (Juli 2020) nicht verfügbar. Lediglich auf YouTube ist unter dem Titel „servilia RK Martin“ ein vollständiger Live-Mitschnitt einer nicht näher bezeichneten Aufführung zu finden.
Außerdem gibt es einige Aufnahmen von einzelnen Arien und Duetten:
- 1953. Duett Servilia/Valerius (dritter Akt) – Olga Piotrowskaja (Servilia) und Georg Nelepp (Valerius). Orchester des Allunionsradio-Sinfonieorchesters Moskau unter Onisim Bron. MELODIYA M 10 45849-004.[3]:273
- 1970. Arie der Servilia (dritter Akt) – Galina Pissarenko. Orchester des Bolschoi-Theaters Moskau, Leitung: Boris Chaikin. RCD (Russian Compact Disc) Talents of Russia RCD 16008[3]:273
- 2006. Arie der Servilia (dritter Akt) – Renée Fleming. Orchester des Mariinski-Theaters St. Petersburg, Leitung: Valery Gergiev. DECCA 475 8069 DH[3]:273